# Viva Piñata (videójáték)
A Viva Piñata szimulátor játék sorozat, amit a Rare Ltd. fejleszt Xbox 360 és Nintendo DS játék konzolokra. A sorozat első része 2006-ban jelent meg Xbox 360-ra, majd 2007-ben a Climax elkészítette a játék PC változatát. 2008-ban jelent meg a játék Nintendo DS változata (Pocket Paradise alcímmel) és a folytatás Viva Pinata 2: Trouble in Paradise címen Xbox 360-ra.
Ebben a videójátékban a játékos feladata, hogy egy kertbe minél több pinata-t (papírból készült állat) csalogasson be és neveljen fel. Emellett lehetőség van különböző növények termesztésére is, amik újabb állatokat felbukkanását eredményezi, mitől a kert egyre fejlettebb és nagyobb lesz.
A játékhoz készült azonos címen animációs film sorozat is és Xbox 360-ra agy party játék Viva Pinata: Party Animals címen, amit viszont nem a Rare fejlesztett. Ez eltér a sorozat többi részétől és a televíziós sorozat szereplőivel lehetett versenyezni benne különböző szabályok szerint.

## A játék előélete
2005-ben a Electronic Gaming Monthly-ban derült ki, hogy a Rare két játékot is fejleszt Nintendo DS platformra. Ebből egy már megjelent.
2007-ben egy Microsoft Game Studios riport során az 1UP.com oldalon lett megemlítve, hogy egy Kameo esetleg egy Viva Pinata elképzelhető lenne DS-en.
A játékot a 2007-es Comic-Con során jelentették be.

## Információ a játékról
Fejlesztői ígéretek szerint a játék alap módja teljes egészében meg fog egyezni az Xbox 360-on tapasztaltakkal, kivéve a grafikát és az irányítást, ami teljességgel ki fogja használni az érintő képernyő adta lehetőségeket. Ezen felül, két új játékmód is szerepet fog kapni, amelyekből az egyik közelebb viszi a játékot az eredeti megjelenésével egy időben elindított TV Show-hoz.

## Külső hivatkozások
- Viva Piñata Hivatalos oldal
- Viva Piñata lap a Rare Hivatalos Oldalán Archiválva 2007. szeptember 28-i dátummal a Wayback Machine-ben
- Viva Piñata Wiki[halott link] – PinataIsland.info